# Sidonie Turba
Marie Sidonie Turba (* 16. August 1822 in Wien; † 23. Juni 1902 in Kassel) war eine deutsche Schauspielerin und Opernsängerin.

## Leben
Marie Sidonie Turbas Kindheit und Jugend sind weitgehend unbekannt, doch es ist bekannt, dass sie frühzeitig eine Leidenschaft für die darstellenden Künste entwickelte. Sie absolvierte ihr Gesangsstudium am renommierten Konservatorium von Wien, wo sie die Grundlagen ihrer stimmlichen Ausbildung erhielt und sich auf eine Karriere in der Oper vorbereitete.
In den frühen 1840er Jahren wurde sie von dem renommierten Regisseur und Theaterleiter Franz von Holbein als jugendlich dramatische Sängerin für das Königliche Hoftheater in Hannover engagiert. Dies markierte den Beginn ihrer Bühnenkarriere, die sich über mehrere Jahrzehnte erstreckte. In Hannover wirkte sie elf Jahre lang und etablierte sich bald als eine der herausragenden Soubretten ihrer Zeit.
In den 1840er und 1850er Jahren trat Sidonie Turba erfolgreich als Gast an zahlreichen renommierten Theatern im deutschen Sprachraum auf. Dazu gehörten von 1845 bis 1846 die Hofopern von Wien und Dresden, wo sie in bedeutenden Partien wie der Zerline im Don Giovanni, dem Cherubino in Figaros Hochzeit, der Marie in Zar und Zimmermann von Albert Lortzing und der Marie in Gaetano Donizettis Regimentstochter große Erfolge feierte. 
Nach ihrer Zeit in Hannover wechselte sie 1852 an das Opernhaus von Frankfurt am Main, wo sie bis 1855 blieb. Dort erweiterte sie ihr Repertoire um lyrische Rollen und trat in bedeutenden Opernwerken auf. Zu ihren bekanntesten Rollen in Frankfurt gehörten die Agathe im Der Freischütz, die Donna Elvira im Don Giovanni und die Adalgisa in Vincenzo Bellinis Norma. Diese Engagements festigten ihren Ruf als vielseitige und talentierte Sängerin.
Nach Frankfurt führte ihr Weg sie von 1855 bis 1858 ans Stadttheater von Mainz, gefolgt von einem Engagement am Stadttheater von Würzburg in den Jahren 1858 bis 1859. Es folgten weitere Auftritte an den Stadttheatern von Nürnberg und Augsburg sowie am Deutschen Theater in Amsterdam. In der Zeit von 1862 bis 1863 kehrte sie nochmals an das Stadttheater von Augsburg zurück.
1863 vollzog Sidonie Turba einen Fachwechsel zur komischen Alten, was sich als äußerst erfolgreich herausstellte. Sie war bis 1866 am Opernhaus von Köln tätig und etablierte sich in dieser neuen Rolle.
Im Jahr 1867 trat sie in das Kasseler Hoftheater als Nachfolgerin der beliebten Auguste Podesta, einer weiteren bekannten Theaterpersönlichkeit, ein. Ihre Vielseitigkeit erlaubte es ihr, neben Opernrollen auch schauspielerische Aufgaben zu übernehmen. Zu diesem Zeitpunkt war sie bereits nicht mehr in jugendlichem Alter, dennoch blieb sie der Bühne treu und leistete über dreiunddreißig Jahre lang ihre Dienste als Schauspielerin und Sängerin. Ihre Darbietungen in den verschiedensten Rollen, insbesondere als komische Alte, wurden von Publikum und Kritik gleichermaßen geschätzt. Sie war bekannt für ihr Talent, humorvolle und gleichzeitig berührende Charaktere zu verkörpern.
Am 14. September 1900 trat Marie Sidonie Turba zum letzten Mal auf der Bühne des Kasseler Hoftheaters auf, wo sie als altes Weiblein in Ferdinand Raimunds Stück Der Verschwender auftrat. Ihr Auftritt wurde mit stürmischen Ovationen des Publikums gefeiert, und der Intendant Adolf Ludwig von und zu Gilsa würdigte sie in seinen Abschiedsworten als einfach unersetzlich für das Kasseler Theater. 
Zwei Jahre nach ihrem letzten Auftritt besuchte sie ihr altes Theater erneut, diesmal als Zuschauerin. Nur wenige Tage später wurde sie von einem Schlaganfall getroffen, der zu ihrem Tod am 23. Juni 1902 führte. 